# Isaac Muñoz
José Esteban Isaac Muñoz Llorente (Granada, 3 de junio de 1881-Vallecas, 7 de marzo de 1925) fue un escritor español del simbolismo y decadentismo modernistas.

## Biografía
Isaac Muñoz nace en Granada, hijo del oficial militar Hipólito Pablo Muñoz de Solano, de origen hidalgo y castellano (Tendilla, Guadalajara), y de Carmen Llorente Sirvent, de Almería. Se trasladaron desde esta última ciudad a los diversos destinos militares del padre: en 1884 Menorca, luego diversos lugares de Andalucía y en 1906 a Ceuta, en el Protectorado Español en Marruecos.
Su vocación literaria fue muy temprana: a los diecisiete años publicó dos pequeños libros de estampas románticas de modernismo incipiente: Miniaturas y Colores grises. En 1896 comenzó estudios de Filosofía y Letras en la Universidad de Granada. A partir de ese momento se desarrolla su carrera literaria y colabora dos años en la revista Idearium, dirigida y editada por importantes figuras de la vida cultural granadina; en 1904 publica su primera novela, Vida, ambientada en la ciudad.
Se traslada a Madrid al año siguiente, en 1905, donde hace amistad con el poeta y dramaturgo modernista Francisco Villaespesa y con el novecentista Rafael Cansinos Asséns. Entre 1911 y 1919 publicó más de doscientos artículos en el Heraldo de Madrid, especialmente sobre política colonial o el Magreb, los cuales reunió y publicó en cuatro libros entre 1912 y 1913. También se prodigó en las revistas literarias de entonces con artículos y cuentos: Renacimiento Latino, La Esfera, Nuevo Mundo y La Ilustración Española; también aportó relatos a colecciones como El Cuento Semanal o El Libro Popular. Publica entonces sus novelas, provistas de una enjoyada prosa modernista y ambientadas en su querido Magreb, llenas de amor al arte y al artificio, decadentes, simbolistas e impregnadas de variado e insolente erotismo.
También da a la imprenta un volumen de ensayos lleno de reminiscencias de Friedrich Nietzsche, Libro de las victorias: diálogos sobre las cosas y más allá de las cosas, que le valió los elogios de Rafael Cansinos Asséns, y su único y valioso libro poético, La sombra de una infanta (1910).
En 1915 ingresa por oposición en el Cuerpo de Archiveros, Bibliotecarios y Arqueólogos y comienza a desempeñar sus funciones en diversos destinos de la geografía española y no publica ningún libro más, aunque sigue escribiendo para Heraldo de Madrid y La Esfera. Retirado muy enfermo a Vallecas con su compañera Carmen Peracho y su hijo, murió de sífilis el 3 de marzo de 1925; su cuerpo se halla sepultado en el panteón familiar de Tendilla; aún no había cumplido cuarenta y cuatro años. Quedó inédita su novela La serpiente de Egipto, que se publicó póstuma en 1997.

## Obras publicadas

### Narrativa
- Vida (1904).
- Voluptuosidad (1906).
- La fiesta de la sangre. Novela mogrebina (1908).
- Morena y trágica (1908); hay edición moderna y prólogo de Amelina Correa, Granada, Editorial Comares, 1999.
- Alma infanzona (1910)
- Los ojos de Astarté (1911), novela corta.
- Ambigua y cruel: novela siria (1912).
- Lejana y perdida (1913)
- Esmeralda de Oriente: novela mogrebí (1914)
- Bajo el sol del desierto (1914), novela corta.
- La serpiente de Egipto, edición, introducción y notas de Amelina Correa, Granada / Madrid: CSIC / Diputación de Granada, 1997.

### Poesía
- Libro de Agar la moabita, prosa poética publicada al final del Libro de las victorias (1908).
- La sombra de una infanta (1910). Hay edición moderna y estudio sobre el autor de Amelina Correa, Prólogo de Luis Antonio de Villena, Zaragoza, ed. Prames, Col. Poesía Las Tres Sorores, 2000.
- El jardín de los deseos: poesías berberiscas de Sid Mojand (1914).

### Ensayos
- Libro de las Victorias. Diálogos sobre las cosas y sobre el más allá de las cosas (1908)

### Artículos y libros de viajes
- La agonía del Mogreb (1912).
- Política colonista (1912).
- En tierras de Yebala (1913).
- En el país de los Cherifes (1913).
- La corte de Tetuán (1913).